# Workhouse

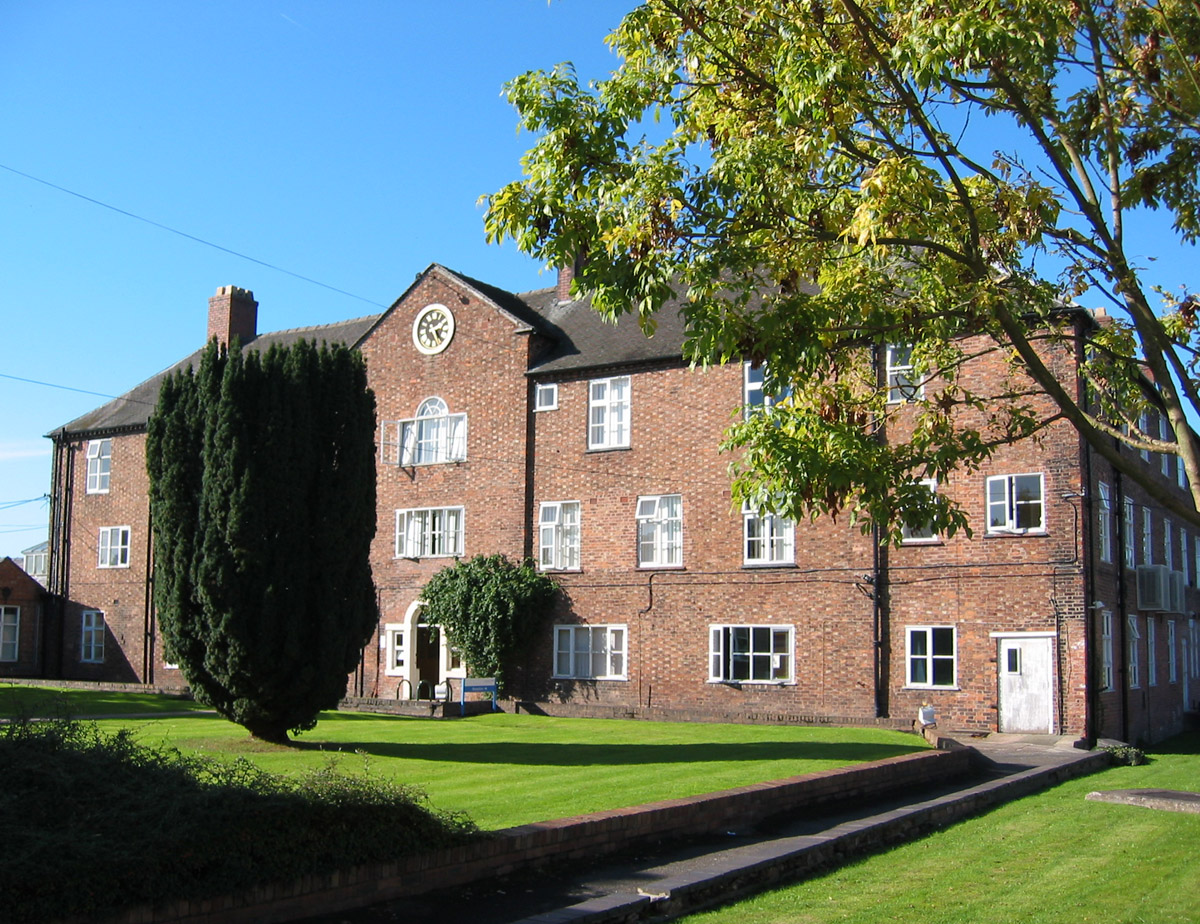
L'ex workhouse di Nantwich, risalente al 1780

Il termine inglese workhouse (in gallese: tloty) era il nome designato per indicare un'istituzione totale dove coloro che non erano in grado di supportarsi finanziariamente trovavano alloggio ed impiego. Erano note anche col nome di poorhouses ("ospizi dei poveri"). Il primo utilizzo del termine workhouse risale al 1631, in un rapporto del sindaco di Abingdon dove si dichiara di aver realizzato una struttura per consentire ai poveri di vivere e lavorare.
Le origini delle workhouses possono essere fatte risalire allo Statuto di Cambridge del 1388, col quale si tentava di far fronte alla mancanza di lavoro a seguito della peste nera in Inghilterra, restringendo i movimenti dei lavoratori e lasciando che lo stato si occupasse del sostentamento dei più poveri. Ad ogni modo la disoccupazione di massa che seguì le guerre napoleoniche nel 1815, l'introduzione di nuove tecnologie per rimpiazzare i lavoratori agricoli in particolare e una serie di cattive annate di raccolto, costrinsero molti poveri a non sapere come provvedere alla loro esistenza. La New Poor Law of 1834 tentò di invertire questa rotta economica scoraggiando il governo ad aiutare quanti si rifiutassero di entrare nelle workhouses. L'opposizione ad entrare in queste istituzioni aveva iniziato a diffondersi da quando alcune autorità locali avevano pensato di sfruttare il lavoro gratuito di coloro che vi lavoravano per propri fini. Molti erano impiegati come spaccapietre o nella trituratura delle ossa per la produzione di fertilizzante naturale, o ancora nella raccolta della stoppa.
Col proseguire del XIX secolo, le workhouses divennero sempre più dei rifugi per persone anziane, inferme e malate piuttosto che per abili al lavoro di povere condizioni e nel 1929 venne varata una legge per la loro conversione in infermerie e ospedali municipali. Le workhouses vennero abolite formalmente solo nel 1930, ma de facto scomparvero solo con il passaggio del National Assistance Act 1948.

## Sfondo legale e sociale

### Il periodo medievale e della prima modernità
Lo Statuto di Cambridge del 1388 fu un tentativo di venire incontro alla disoccupazione creata dalla peste nera, una pandemia devastante che uccise un terzo della popolazione in Inghilterra. La nuova legge prevedeva dei restringimenti nei movimenti dei lavoratori. Secondo lo storico Derek Fraser, il timore di disordini sociali a seguito della peste era tale che si rese necessario che qualcuno si occupasse dei poveri. Ne risultò anche una legge contro il vagabondaggio che impose sempre più allo stato di occuparsi di coloro che non avevano modo di sostentarsi e che non disponevano di un lavoro. Dal XVI secolo in poi venne però fatta una divisione a livello legale tra quanti volevano lavorare ma non potevano per qualche motivo e coloro che erano in grado di lavorare ma non volevano, ovvero tra «disoccupati veri e perdigiorno». Con l'intento di risolvere questo problema, re Enrico VIII d'Inghilterra con la dissoluzione dei monasteri iniziata nel 1536, iniziò a rispondere di un certo numero di fondi da impiegare in opere caritatevoli e li diresse saggiamente a favore dei disoccupati. Il Poor Relief Act del 1576 iniziò a stabilire il principio secondo il quale un povero abile al lavoro necessitava di adeguato supporto da parte dello stato perché lavorasse.
L'Act for the Relief of the Poor 1601 rese le parrocchie legalmente responsabili della cura dei propri poveri che non fossero in grado, per l'età o per infermità, di lavorare. La legge essenzialmente classificava i poveri in tre gruppi. Proponeva che agli abili al lavoro fosse offerto un lavoro in case di correzione (precursori delle workhouses), dove lo «sfaccendato persistente» fosse punito. Proponeva inoltre la costruzione di case per i poveri incapaci, gli anziani e gli infermi, di modo da fornire loro denaro, cibo e altre necessità.

### L'epoca georgiana

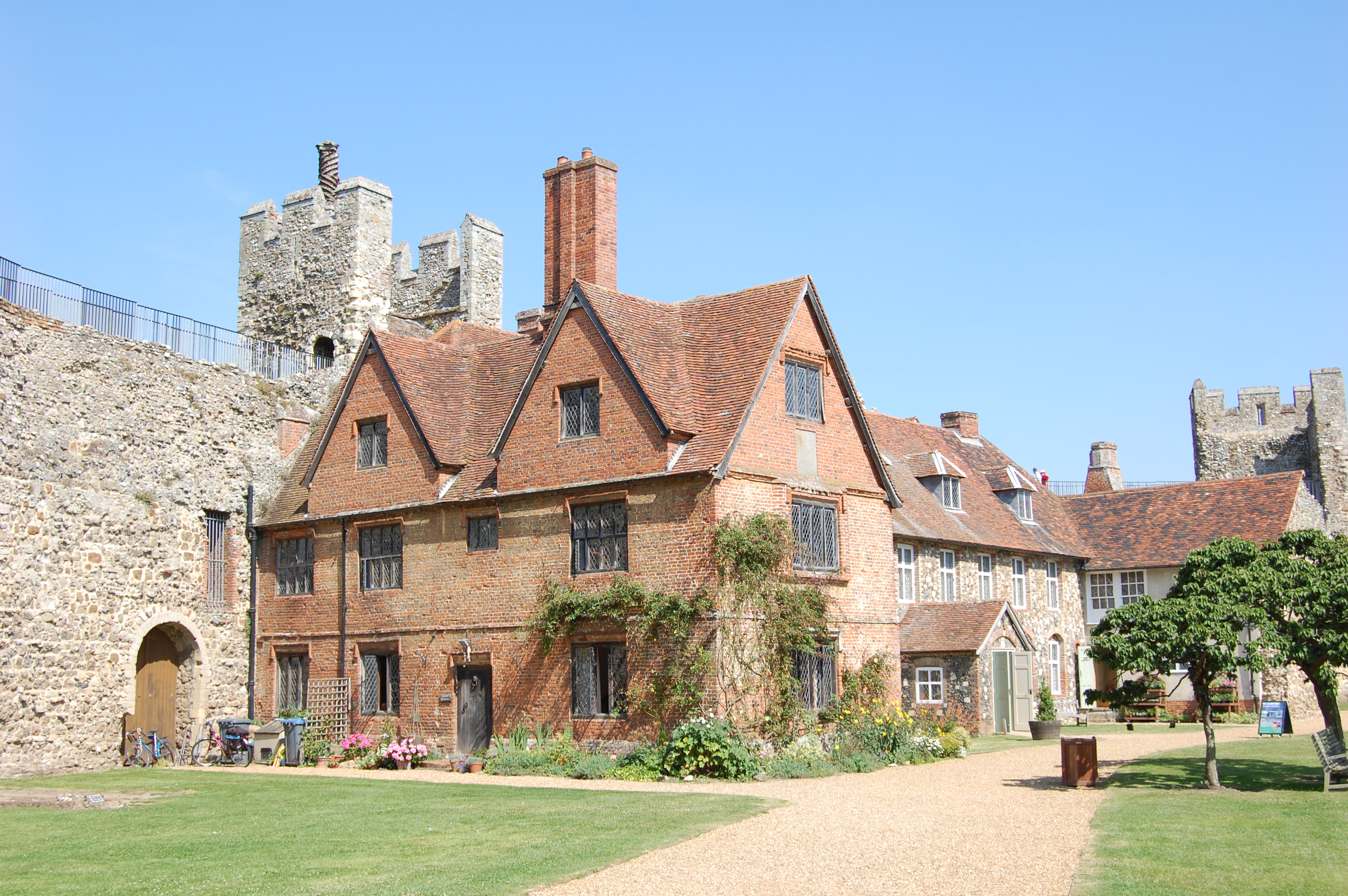
La Red House al castello di Framlingham nel Suffolk venne fondata come workhouse nel 1664.

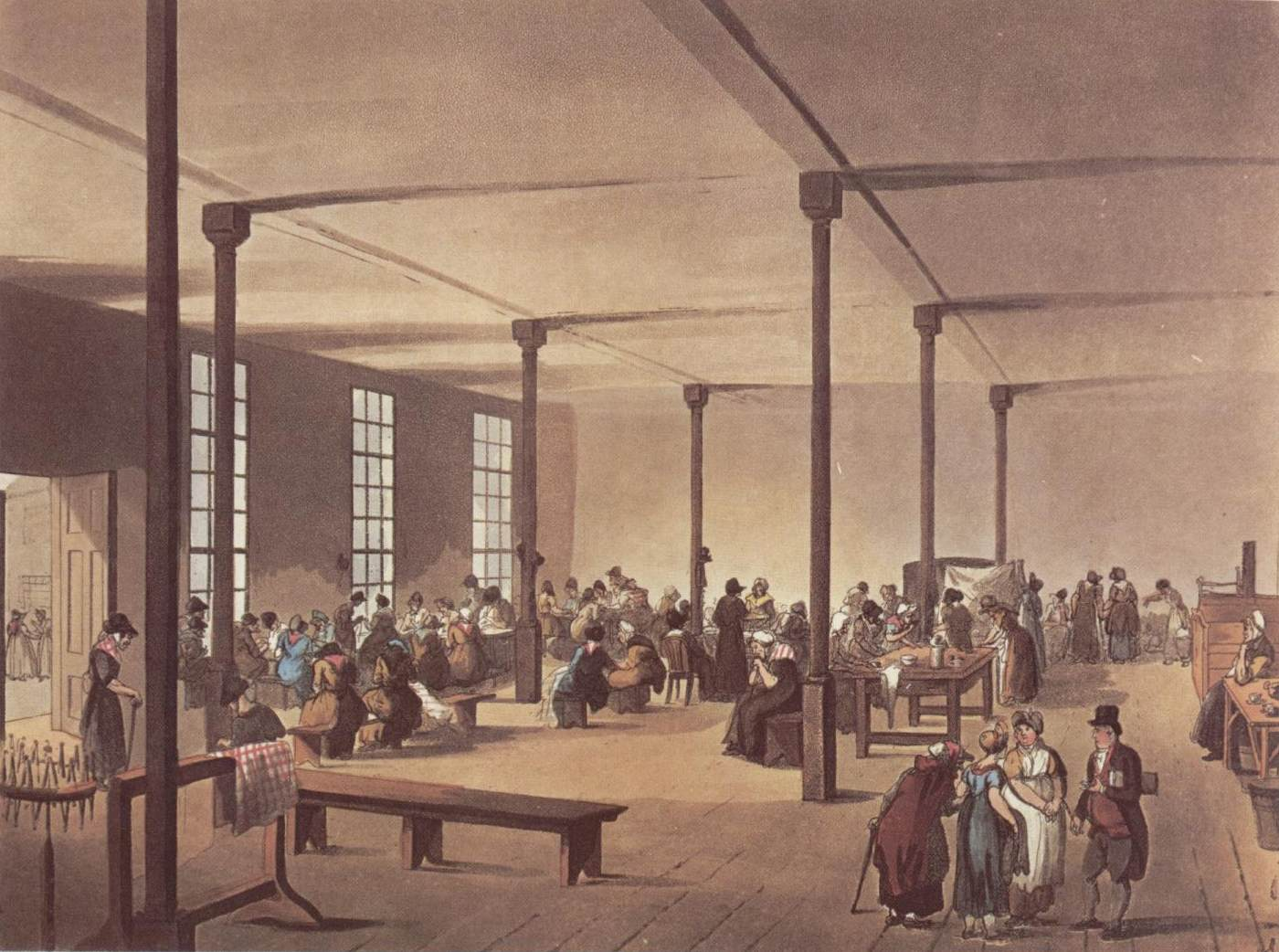
"La stanza di lavoro alla workhouse di St James", da The Microcosm of London (1808)

Il sistema delle workhouses si evolvette nel XVII secolo, permettendo alle parrocchie di ridurre i propri costi per il mantenimento dei poveri. In breve tempo le parrocchie che aderirono al progetto furono oltre 90000 in tutto il Regno Unito. La crescita esponenziale che subirono le workhouses fu dovuta in particolare alla pubblicazione del Workhouse Test Act 1723; obbligando i poveri abili al lavoro ad entrare nelle workhouses dove ricevere alloggio e cibo in cambio di lavoro (solitamente gratuito), la legge consentiva alle parrocchie di non dover più provvedere personalmente al mantenimento dei poveri.
La crescita venne inoltre fomentata dal Relief of the Poor Act 1782, proposto da Thomas Gilbert che propose la creazione di workhouses sempre più grandi per far spazio anche agli anziani ed agli infermi, tramutandole quindi anche in luogo di ricovero per i meno abbienti.
Negli anni '30 dell'Ottocento quasi tutte le parrocchie inglesi disponevano almeno di una workhouse, ma molte si trovavano in pessime condizioni. Nell'opera del 1797 The State of the Poor, Sir Frederick Eden, scriveva:
Spesso le strutture delle workhouses erano sovraffollate: la workhouse di Liverpool, ad esempio, tra il 1782 ed il 1794 contava 900–1200 ospiti tra uomini, donne e bambini. Scrivendo nel 1854, il commissario George Nicholls rapportava:

### La legge del 1834

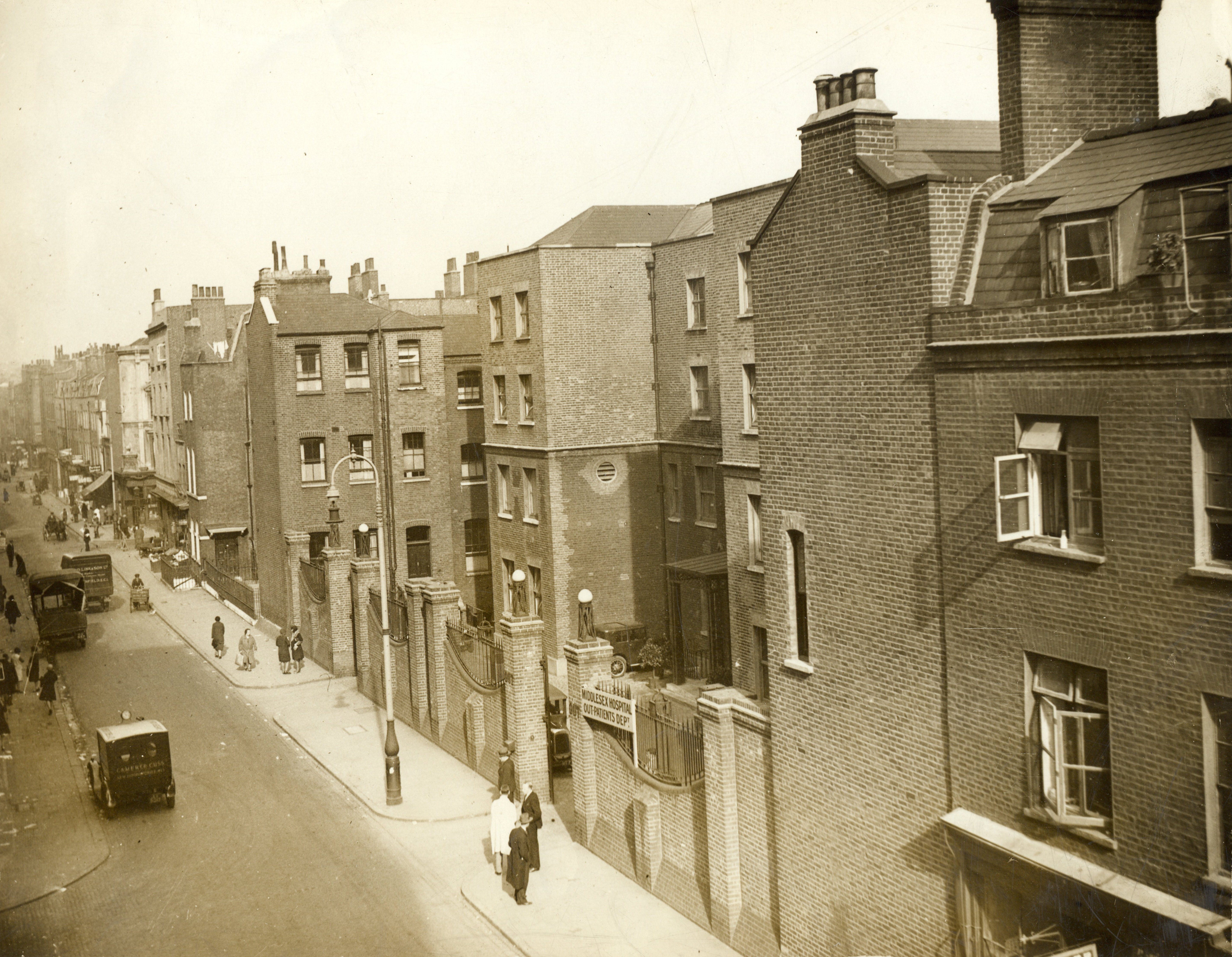
L'ex workhouse di Cleveland Street a Londra fotografata nel 1930. Successivamente divenne parte del Middlesex Hospital.

Dal 1832 la spesa per il mantenimento dei poveri nel Regno Unito ammontava a 7000000 di sterline all'anno, contro i 2000000 del 1784. I motivi di questi incrementi di spesa furono essenzialmente dovuti all'aumento delle persone disoccupate a seguito delle guerre napoleoniche, oltre alla presenza di due annate di pessimo raccolto ed allo scoppio degli Swing Riots nel 1830. Si rese pertanto necessaria una nuova riforma, anche per far fronte agli abusi che venivano perpetrati ormai alla luce del sole sul lavoro dei poveri nelle workhouses.
Nel 1832 il governo istituì una commissione reale per investigare come si potesse offrire il meglio alle persone meno abbienti. Il risultato fu la proposta del Poor Law Amendment Act 1834, nota anche come New Poor Law. In alcune parti del paese vi fu una certa resistenza all'istituzione delle workhouses, in particolare nelle città altamente industrializzate. Molti furono i lavoratori che persero il loro lavoro nel corso della crisi economica del 1837, ma molti di loro non si sentivano di lavorare nelle workhouses, preferendo impieghi anche a breve termine ma "liberi".
Malgrado le intenzioni della legge del 1834 fossero quelle di migliorare le condizioni di questa tipologia di lavoratori, la vita dei poveri rimase legata alla disponibilità delle strutture locali e, ancora una volta, a coloro che desideravano lucrare sul loro lavoro gratuito. Inoltre la resa settimanale di una persona che lavorava in una workhouse era la metà di quanto la struttura spendeva per il suo mantenimento e questo scoraggiava nuovi investimenti da parte delle istituzioni. Nel 1846, dei 1330000 di poveri presenti in Inghilterra solo 199000 erano mantenuti nelle workhouses, dei quali solo 82000 erano considerati abili al lavoro. Esclusi i periodi di particolare crisi economica, si è stimato che circa il 6,5% della popolazione inglese dell'epoca abbia usufruito delle workhouses.

## L'epoca vittoriana

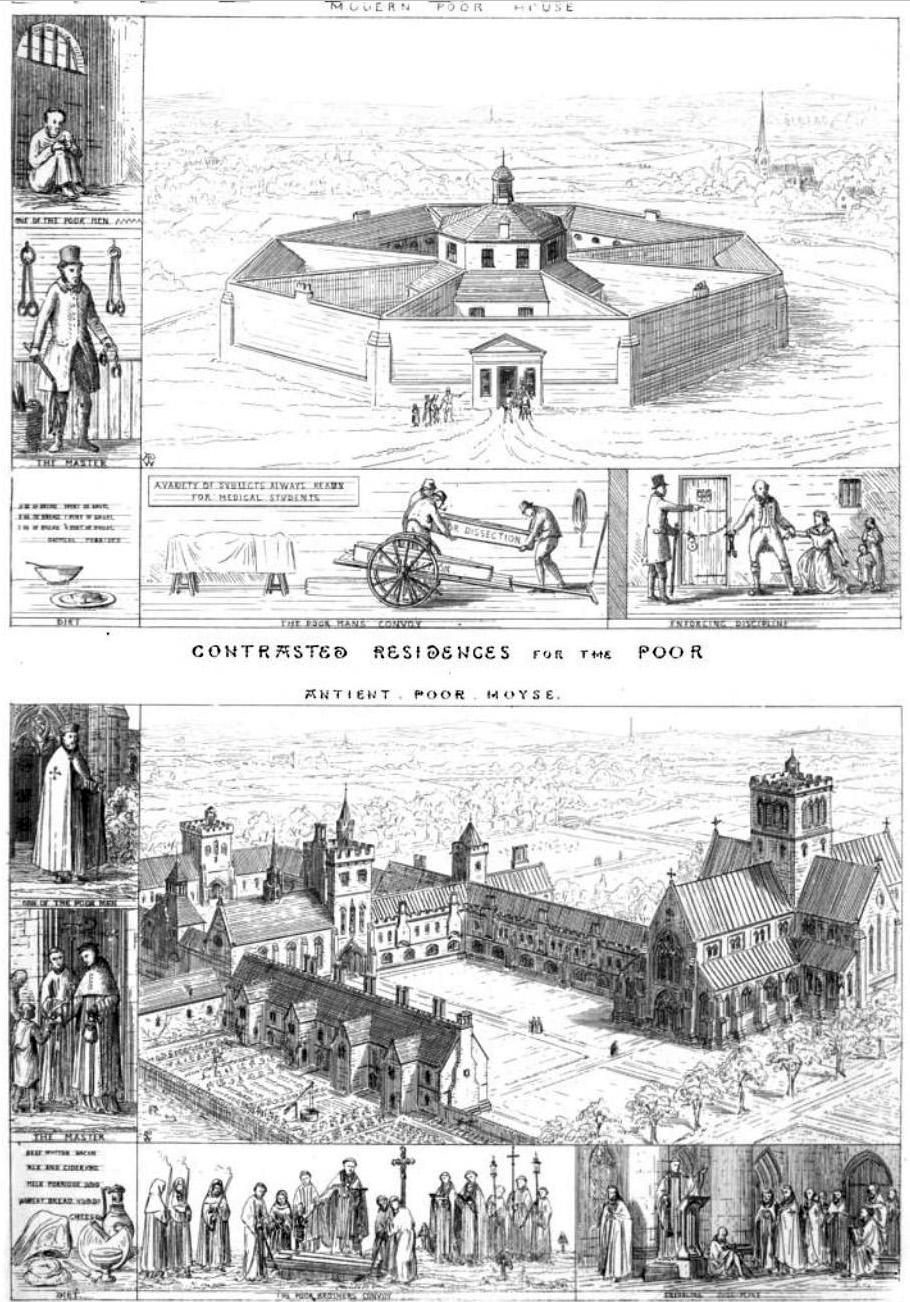
Residenze per poveri a confronto (1836), di Augustus Welby Northmore Pugin.

I commissari del governo si scagliarono contro le workhouses presenti nel regno d'Inghilterra e generalmente insistettero per un loro rimpiazzo. Questi si lamentavano in particolare del fatto che «nella stragrande maggioranza dei casi si tratta di grandi ospizi dove i giovani sono condotti all'inedia, all'ignoranza ed al vizio; i lavoratori sono indolenti; gli anziani sono esposti coi loro problemi in una tale indecenza che è una vergogna per una società [progredita]».
Dopo il 1835 molte workhouses vennero ricostruite secondo il concetto più moderno di un gruppo di costruzioni centrali circondate da laboratori ed esercizi commerciali racchiusi da mura, le cosiddette "pauper bastilles" ("bastiglie dei poveri"). La commissione propose che tutte le nuove workhouses prevedessero la separazione dei poveri in quattro categorie: anziani e malati, bambini, uomini abili al lavoro e donne abili al lavoro. Un progetto-tipo venne elaborato seguendo il modello del panopticon di Jeremy Bentham per un carcere ideale, un sistema a disegno radiale con quattro braccia e un cortile rettangolare ciascuno, con ingressi separati, il tutto racchiuso da mura. Il modello base per le nuove workhouses venne elaborato dall'architetto Sampson Kempthorne (il quale propose anche un modello ottagonale), il quale non solo permetteva la separazione tra le quattro tipologie di ospiti presenti, ma consentiva di dirigere in maniera più diretta i trattamenti a seconda di chi ne aveva bisogno, di dissuadere altri dall'intraprendere la via del pauperismo e come argine contro i malati a livello fisico e mentale nella società.
I commissari intuirono che le costruzioni basate sul modello di Kempthorne sarebbero divenute un simbolo dei recenti cambiamenti nell'ambito della cura dei poveri. Secondo i commenti che emersero, la struttura che ora veniva sempre più ad assomigliare ad un vero carcere, rappresentava un «terrore per la popolazione abile al lavoro», producendo quindi un effetto positivo contro il vagabondaggio ed i perdigiorno; eppure l'architetto George Gilbert Scott si dimostrò critico verso i cosiddetti «disegni preconfezionati del più cattivo tra i gusti». I più critici della New Poor Law accostarono infatti il progetto di Kempthorne a quello di una prigione, dubitando che si trattasse di una mera coincidenza. Richard Oastler si spinse a definirle una «prigione per i poveri». Augustus Welby Northmore Pugin comparò il progetto ottagonale di Kempthorne a quello degli antichi lazzaretti, e Felix Driver vi richiamò un'evidente «degenerazione dei valori estetici e morali degli inglesi».
Dagli anni '40 dell'Ottocento l'entusiasmo per il progetto proposto da Kempthorne era ormai calato. Aree limitate, spazi ristretti e la mancanza di ventilazione posero seri problemi sul panopticon. Tra il 1840 ed il 1870 vennero costruite circa 150 workhouses a blocchi separati. Nello schema tipico, all'entrata si trovavano gli uffici, mentre il resto della struttura ospitava laboratori e dormitori. La luce e la ventilazione erano dati da lunghi corridoi predisposti allo scopo.

### Ammissione e uscita

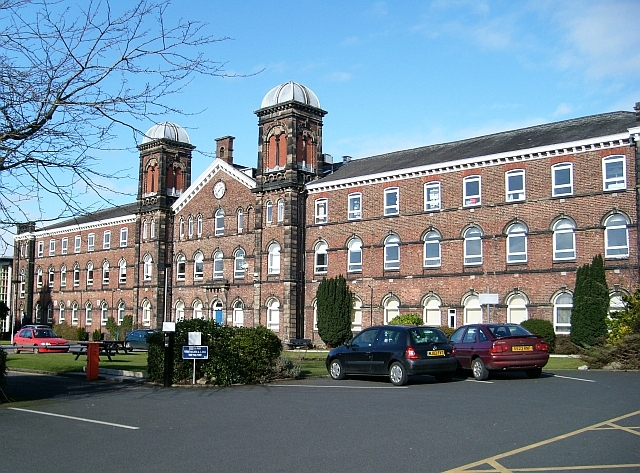
La Carlisle Union Workhouse, aperta nel 1864, poi divenuta parte dell'Università di Cumbria

Le Poor Law Union, quegli organismi che fisicamente si occupavano di reperire i poveri sul territorio e di traslarli nelle workhouses, si occupavano di ammettere gli ospiti nelle strutture.
Le workhouses erano progettate con la presenza di una singola entrata per settore, dalla quale dovevano passare sia gli ospiti che i visitatori. Nei pressi dell'entrata vi erano ospiti temporanei, barboni e sale d'attesa, dove solitamente i poveri attendevano sino a quando non fossero stati esaminati da un ufficiale medico. Dopo aver ottenuto il lasciapassare all'ingresso, i poveri venivano separati a seconda delle loro capacità e collocati nel braccio di loro competenza: i bambini al di sotto dei 14 anni, gli uomini abili al lavoro tra i 14 ed i 60 anni, gli uomini sopra i 60 anni, le bambine al di sotto dei 14 anni, le donne abili al lavoro tra i 14 ed i 60 anni, le donne sopra i 60 anni. I bambini sotto i 2 anni ottenevano il permesso di rimanere con le loro madri, ma chi entrava nelle workhouses formalmente rinunciava alla propria potestà sulla propria famiglia, della quale da quel momento si sarebbe occupato per l'appunto lo stato.
I vestiti e gli effetti personali erano conservati in magazzino per essere poi restituiti all'uscita dalla struttura. Dopo un bagno, gli ospiti venivano vestiti con un'uniforme distinta: per gli uomini era prevista una maglia di cotone a strisce, giacca e pantaloni e un cappello da lavoro, mentre per le donne un vestito blu e bianco a righe e una cuffia bianca. Venivano date in dotazione anche delle scarpe. In alcuni stabilimenti alcune categorie di ospiti avevano dei vestiti distintivi della loro condizione; ad esempio, alla Bristol Incorporation, le prostitute vestivano di giallo mentre le donne sole ma incinte erano vestite di rosso; queste pratiche erano state deprecate dalla Poor Law Commission in una direttiva del 1839 dal titolo "Ignominious Dress for Unchaste Women in Workhouses", ma continuarono ad essere applicate sino al 1866. Alcune workhouses avevano alcune camere separate dove gli ospiti con diagnosi specifiche o problematiche come la scabbia potevano essere tenuti in quarantena prima di entrare nelle workhouses. Il Lunacy Act 1853 promosse l'asilo in queste strutture anche per i pazienti afflitti da problemi mentali. Ad ogni modo, in realtà, essi venivano trattenuti in istituti separati e non avevano spesso la possibilità di socializzare con gli altri.

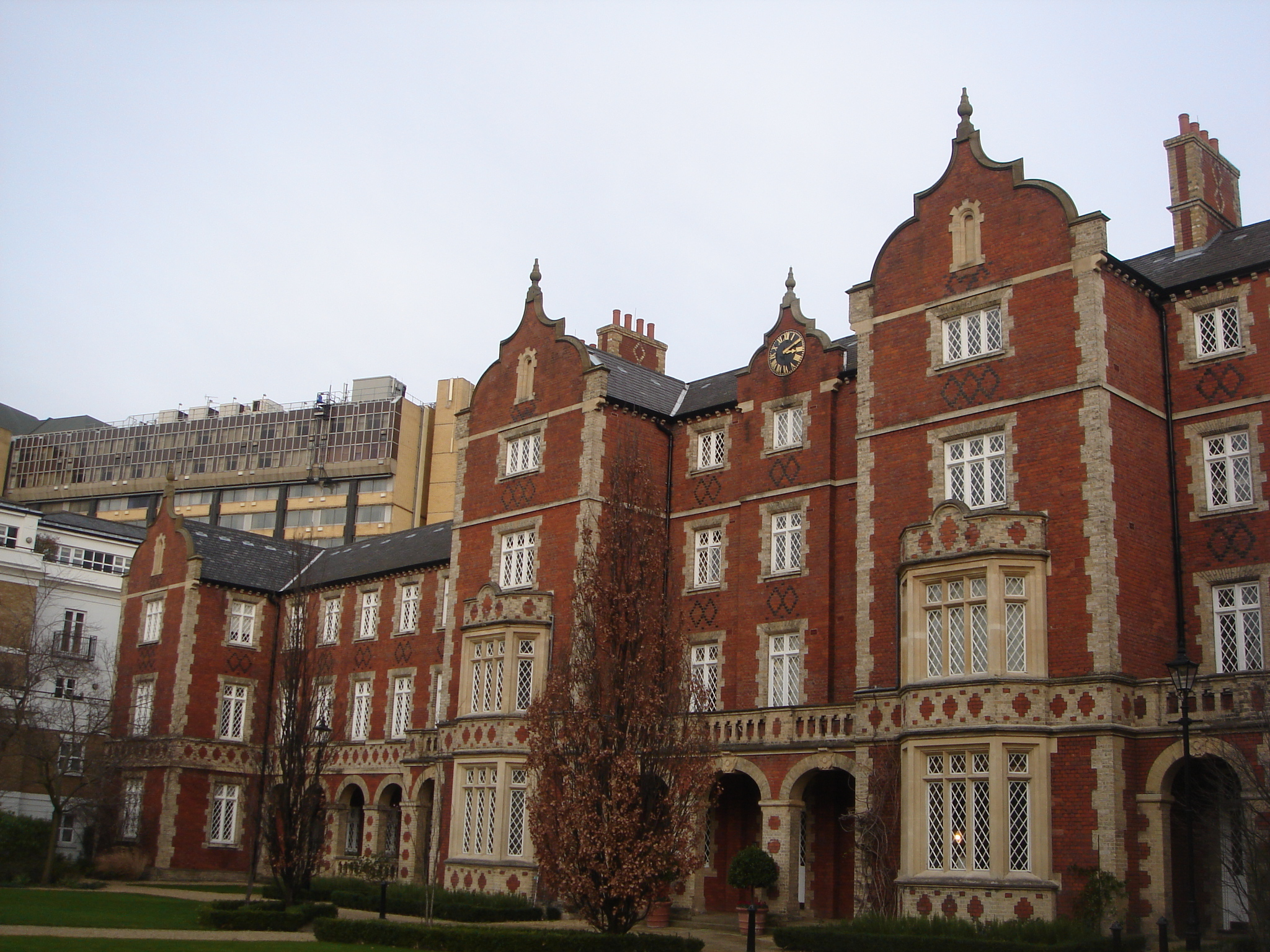
La workhouse di St Mary Abbot, a Kensington, Londra

Le condizioni nelle stanze per gli ospiti occasionali erano spesso più dure del normale per scoraggiare i vagabondi dal rimanere in società senza un impiego. I vagabondi che si presentavano spontaneamente alla porta di una workhouse erano invece alla mercé del portiere, il quale decideva se vi era modo di collocarli in un letto per la notte. Quanti si rifiutavano di entrare in una workhouse correvano il rischio di venire condannati a due settimane di lavori forzati se venivano trovati a dormire all'aperto sulla base del Vagrancy Act 1824.
I dormitori ove venivano accolti gli ospiti occasionali delle strutture con delle brandine e al centro un mastello con dell'acqua per pulirsi. I servizi occasionali offerti erano solitamente essenziali: ad esempio le Poor Law a Richmond a metà degli anni '40 dell'Ottocento offrivano solitamente della paglia e una stuoia, mentre i letti erano riservati solo ai malati. In cambio dell'ospitalità ricevuta, i vagabondi erano tenuti a lavorare gratuitamente il giorno successivo per poi lasciare la struttura; ad esempio a Guisborough gli uomini dovevano spaccare delle pietre per tre ore, mentre le donne dovevano lavorare la stoppa due ore prima di colazione e una dopo. Sino al passaggio del Casual Poor Act 1882 i vagabondi potevano abbandonare la struttura prima delle 11:00 del giorno successivo alla loro ammissione, ma dal 1883 in poi divenne obbligatorio tenerli nella struttura sino alle 9:00 del giorno successivo al loro ingresso.
Gli ospiti delle workhouses erano liberi di abbandonare la struttura quando meglio lo reputassero dopo aver comunque comunicato per tempo le loro intenzioni, ma dovevano comunicare dove avevano intenzione di andare e se prendevano residenza presso un parente, per evitare che venissero abbandonati nuovamente. L'attore comico Charlie Chaplin, che trascorse molto tempo con la madre alla workhouse di Lambeth, ricordava nella sua autobiografia che quando lui ed il suo fratellastro tornavano alla workhouse dopo essere stati a scuola ad Hanwell, i due incontravano la loro madre, Hannah, al cancello della struttura, ad attenderli con l'abito conforme.
I dati relativi ai morti all'interno delle workhouses sono veramente minimi ai giorni nostri; ad ogni modo nel documentario del 2013 dal titoloSecrets from the Workhouse è stato stimato che il 10% di coloro che venivano ammessi nelle workhouses dopo il 1834 Poor Law Amendment Act morissero poi al loro interno.

### Il lavoro
| Programma giornaliero di una workhouse | Programma giornaliero di una workhouse |
| --- | -------------------------------------- |
| 5:00-6:00 | Sveglia                                |
| 6:30–7:00 | Colazione                              |
| 7:00–12:00 | Lavoro                                 |
| 12:00–13:00 | Pranzo                                 |
| 13:00–18:00 | Lavoro                                 |
| 18:00–19:00 | Cena                                   |
| 20:00-05.00 | Riposo                                 |
| La domenica era giorno di riposo. Durante i mesi invernali agli ospiti era consentito di svegliarsi un'ora più tardi ed il lavoro non iniziava sino alle 8:00. |                                        |

Alcuni ritenevano che le workhouses potessero funzionare traendo profitto per coprire perlomeno le spese di mantenimento dei loro ospiti, ma la maggior parte delle volte le spese superavano le entrate. Nel XVIII secolo i lavoranti non venivano formati a lavori industrialmente più competitivi nel mercato libero come la tessitura. Alcune workhouses funzionavano poi non come luoghi di impiego, ma come case di correzione, ruolo a cui contribuì il magistrato inglese Matthew Marryott. Questi, tra il 1714 ed il 1722, sperimentò l'uso delle workhouses come una sorta di luoghi di contenimento del fenomeno della povertà anziché come una fonte di profitto, portando alla fondazione di strutture sempre più grandi di dimensioni.
Alcuni ospiti delle strutture avevano compiti precisi all'interno delle workhouses come ad esempio la cura dei malati o l'insegnamento, ma altri erano utilizzati per lavori «generalmente senza senso" come ad esempio spezzare delle pietre o la rimozione dell'edera dai fili telegrafici. Altri si dedicavano alla raccolta ed alla lavorazione della stoppa mentre altri ancora erano utilizzati per triturare delle ossa animali che servivano come fertilizzante, incarico quest'ultimo che venne infine abolito quando la commissione governativa scoprì che nella workhouse di Andover nel 1845 diversi poveri affamati lottavano l'uno con l'altro per contendersi le ossa da triturare per succhiarne il malleolo. Lo scandalo che scoppiò quando si seppe di questo fatto, portò alla redazione nel 1847 di un regolamento, il Consolidated General Order, che disponeva precise istruzioni sulla dieta degli ospiti, sui compiti dello staff organizzativo, sui vestiti, sull'educazione, sulla disciplina.
Alcune Poor Law Unions propesero per inviare i lavoratori più giovani e in forze nelle colonie britanniche, in particolare in Canada ed in Australia, dove si pensava che il loro lavoro avrebbe contribuito maggiormente alla difesa dell'impero e avrebbe permesso alle colonie di comprare più prodotti dalla madrepatria. Il programma, che prese il nome di Home Children, inviò 1000 ragazzi nelle colonie inglesi tra il 1850 ed il 1871, e molti di questi vennero tratti proprio dalle workhouses. Nel 1869 Maria Rye ed Annie Macpherson, «due signore zitelle», iniziarono ad organizzare gruppi di orfani e bambini da inviare nelle workhouses in Canada per poterli fare lavorare nelle fattorie dell'Ontario.
Gli anziani ospitati nelle strutture non potevano certo competere coi giovani in quanto al lavoro, proprio a causa delle loro fragilità. A loro poteva essere richiesto di tagliare la legna destinata ai camini e alle stufe, di pulire gli ambienti o di compiere altri lavori domestici. Nel 1882 lady Brabazon, poi contessa di Meath, mise in piedi un progetto per provvedere ad un'occupazione più onorevole degli anziani nelle strutture, programma che da lei prese il nome di schema Brabazon. Un gruppo di donne volontarie, si impegnò per imparare il ricamo e al realizzazione di pizzi, i cui costi vennero inizialmente integralmente coperti da lady Brabazon in persona, ma quando le workhouses si resero conto che il prodotto finito poteva essere venduto a buon prezzo all'esterno, iniziarono ad adottare tale schema su scala nazionale e nel 1897 si erano sviluppate già 100 diverse specializzazioni.

### Dieta

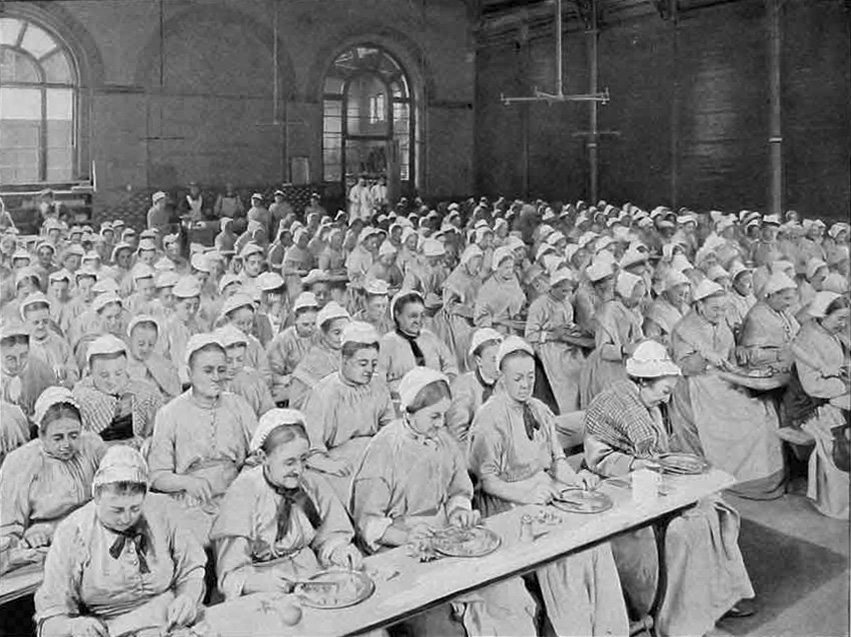
Pranzo alla workhouse di St Pancras, Londra, 1911

Nel 1836 la Poor Law Commission distribuì i modelli di sei diete per gli ospiti delle workhouse, una delle quali doveva essere scelta da una singola Poor Law Union per le proprie workhouses, a seconda delle disponibilità sul territorio o della convenienza. Per quanto non accattivante, il cibo servito nelle workhouses era generalmente adeguato sul piano nutrizionale, e secondo i registri contemporanei era preparato con grande cura. La dieta includeva dei principi nutrizionistici generali, ma era poi differenziata in base alla tipologia di ospite ed al suo lavoro. Le diete erano servite con rotazione settimanale, ed i vari pasti scelti su base giornaliera da una lista precisa. Ad esempio la colazione composta da pane e farinata era seguita da un pranzo a base di carne, porchetta o bacon con verdure, patate, gnocchi e grasso di rognone o pudding di riso. La zuppa era normalmente composta da brodo, pane e formaggio e talvolta poteva contenere burro e patate.
Le workhouses più grandi disponevano di sale da pranzo separate per uomini e donne, viceversa venivano organizzati dei turni per il pranzo e per la cena alternati, di modo da evitare ogni contatto tra i sessi.

### Educazione

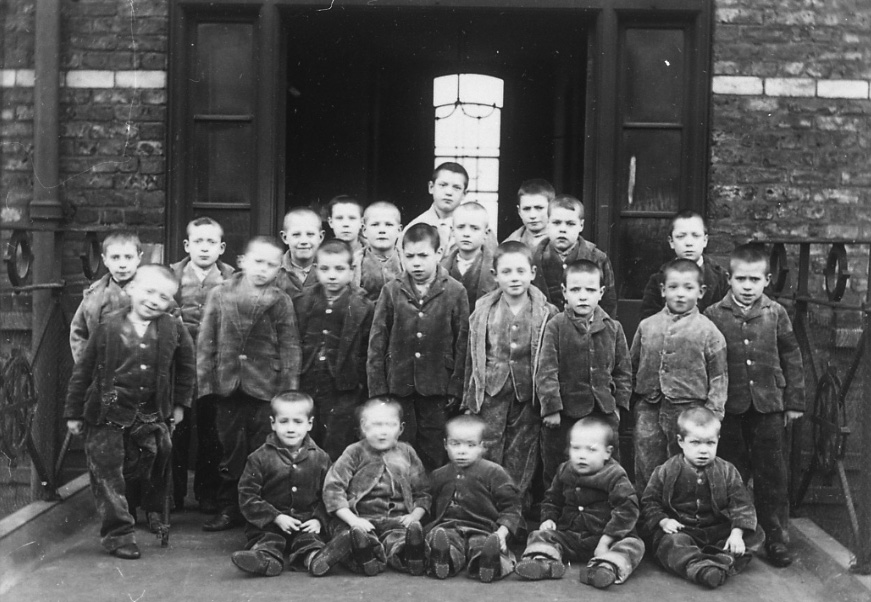
Un gruppo di bambini nella workhouse di Crumpsall, 1895–97

L'educazione veniva fornita gratuitamente ai bambini che si trovavano nelle workhouses, ma gli insegnanti rimanevano un problema. Sottopagati, senza una formazione professionale, spesso posti di fronte a classi sregolate e senza interesse nelle lezioni, alcuni firmavano il contratto ma rimanevano a lavorare solo per pochi mesi. Nello sforzo di dare alle workhouses almeno il livello base di educazione, nel 1845 venne varata una legge che richiedeva che almeno i bambini presenti imparassero a leggere ed a scrivere la loro firma. Una scuola di formazione per insegnanti delle workhouses venne organizzata a Kneller Hall a Twickenham negli anni '40 dell'Ottocento, ma venne chiusa poco dopo.
Alcuni bambini avevano un'istruzione pratica rivolta al mondo del lavoro. A Shrewsbury, i bambini erano posti nei laboratori della workhouse, mentre le bambine prendevano famigliarità con il mondo della tessitura, producendo ad esempio guanti. A St Martin in the Fields, i bambini venivano formati alla tessitura del lino e nella cardatura della lana, prima di essere piazzati in fabbriche e botteghe come apprendisti. Le workhouses avevano anche dei legami con le industrie locali: a Nottingham, i bambini erano impiegati in un mulino per la lavorazione del cotone che rendeva circa 60 l'anno per la workhouse e questa sorta di collaborazione forzata rimase in uso sino alle regolamentazioni sul lavoro minorile che interessarono l'Inghilterra della prima metà dell'Ottocento.

### Religione
La religione giocò un ruolo importante nella vita delle workhouses: preghiere venivano lette ai poveri prima della colazione e di ogni pasto della giornata. A ciascuna Poor Law Union era richiesto di nominare un cappellano che provvedesse alle esigenze spirituali degli ospiti di ciascuna workhouse, e ovviamente esso doveva essere tratto tra i membri della chiesa d'Inghilterra. Le messe si tenevano generalmente nella sala da pranzo della struttura dal momento che ben poche workhouse disponevano di una loro cappella. Ma in diverse parti del paese, ed in particolare in Cornovaglia e nell'Inghilterra settentrionale, vi erano molti dissidenti del culto nazionale; l'art. 19 della Poor Law del 1834 richiedeva specificatamente di proibire che un ospite dell'istituzione venisse costretto a prendere parte ai momenti religiosi della struttura «in modo contrario ai propri principi religiosi», ma nel contempo i commissari locali si dimostravano riluttanti a permettere ai non anglicani di abbandonare le strutture per seguire i loro riti presso altre strutture.
A partire dal XIX secolo, vennero ammessi ad officiare anche ministri anglicani di fede nonconformista, ma i sacerdoti cattolici erano quasi sempre malvisti. Nel XVII secolo erano infatti state introdotte una serie di leggi per limitare i diritti civili dei cattolici in Inghilterra, iniziando proprio col Popish Recusants Act 1605 a seguito del fallito "Gunpowder Plot" di quell'anno. Anche se tutte le restrizioni nei confronti dei cattolici d'Inghilterra ed Irlanda vennero rimosse col Roman Catholic Relief Act 1829, rimanevano comunque forti sentimenti anti-cattolici nelle istituzioni. Anche in aree con maggioranza di popolazione cattolica come Liverpool, la nomina di un cappellano cattolico appariva impensabile. Alcuni tutori giunsero a proibire persino ai sacerdoti cattolici di entrare nella loro workhouse.

### Disciplina
La disciplina era un punto assolutamente da rispettare in una workhouse; per offese minori come il falso giuramento o l'aver finto una malattia, solitamente si negava il pasto per 48 ore successive al misfatto. Per offese più serie come l'insubordinazione o il comportamento violento il "renitente" poteva essere confinato per 24 ore in cella di isolamento e subiva restrizioni sui pasti. I giovani ed i bambini erano puniti esattamente come gli adulti ma potevano essere anche sculacciati con delle bacchette «o con altri strumenti approvati dai tutori». Coloro che persistevano in un comportamento indisciplinato o chiunque fosse stato colto a «importare nella struttura alcool o altri liquori fermentati», poteva rischiare di essere portato al palazzo di giustizia e persino imprigionato. Tutte le punizioni venivano rigorosamente annotate su registri che venivano periodicamente esaminati dai tutori dell'istituzione.

### Gestione e personale

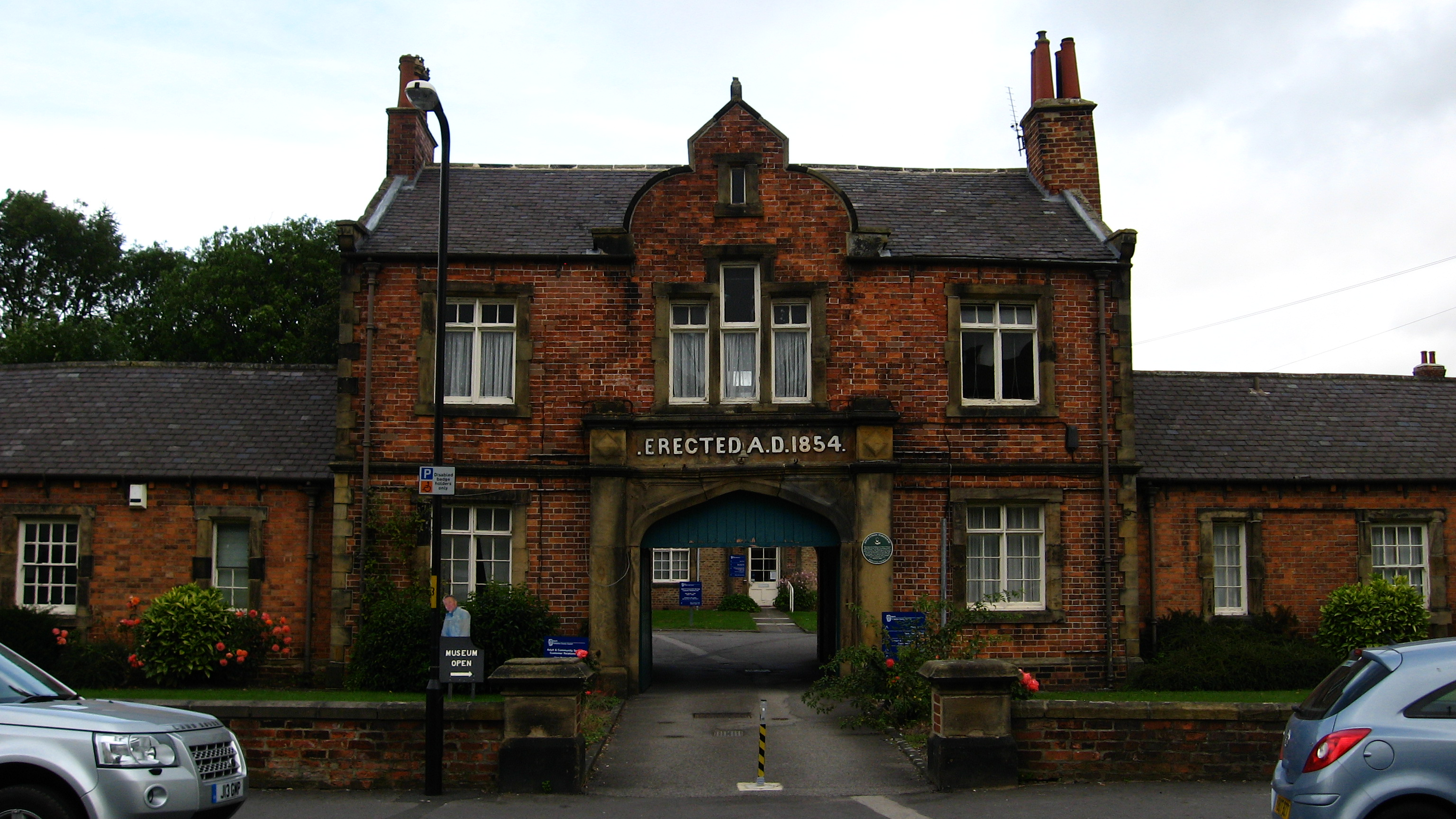
La Ripon Union Workhouse, completata nel 1855, rimpiazzò una più antica workhouse di epoca georgiana. Oggi ospita un museo.

Anche se i commissari erano responsabili del buon andamento delle workhouses e che queste seguissero i dettami stabiliti dalle Poor Law Unions, ciascuna organizzazione aveva de facto proprie regole e un proprio corpo di guardia. L'amministrazione era composta solitamente da un consiglio di sei membri. I tutori, o guardiani, erano solitamente proprietari terrieri o commercianti ed uno dei loro ruoli era proprio quello di salvaguardare anche l'andamento finanziario della workhouse loro affidata, compreso il rifornimento di cibo e materiali, posizione che poteva spesso dimostrarsi particolarmente lucrativa sia per loro che per i loro amici o parenti. Simon Fowler commentava: «è chiaro che questi [contratti di fornitura] portavano alla corruzione, e questa era invero endemica in tutto il sistema malgrado le Poor Law».
Sebbene la legge del 1834 permettesse anche alle donne di ricoprire il ruolo di tutrici, la prima donna eletta a tale carica venne prescelta solo nel 1875. I primi tutori appartenenti alla classe operaia vennero nominati solo nel 1892.
Ogni workhouse disponeva di un proprio personale di complemento. Loro responsabile era il governatore, scelto tra i tutori. I suoi compiti erano di assicurarsi il perfetto andamento della struttura secondo la legge, oltre a far rispettare la disciplina ed a recarsi in visita due volte al giorno alla struttura, alle 11:00 ed alle 21:00, tutti i giorni. Le donne e i bambini sotto i sette anni erano sottoposti alla responsabilità di una matrona che spesso era la moglie del governatore e, come in una perfetta economia domestica, cercavano di condurre l'esercizio «col minor dispendio e la maggior resa possibile».
Una workhouse di notevoli dimensioni come quella di Whitechapel, che dava posto a diverse centinaia di ospiti, aveva uno staff interno di almeno 200 persone; le più piccole avevano appena un portiere e un'infermiera. Una workhouse tipica aveva posto per 225 ospiti con 5 persone di personale, oltre ad un cappellano e ad un medico. La paga più bassa, purtroppo, andava proprio ai medici che spesso erano giovani ed inesperti. A questo si aggiungeva il fatto che molto spesso questi erano chiamati a pagare di tasca loro gli oppiacei, le medicine e altre necessità dei loro pazienti.

## Ultimi sviluppi e abolizione

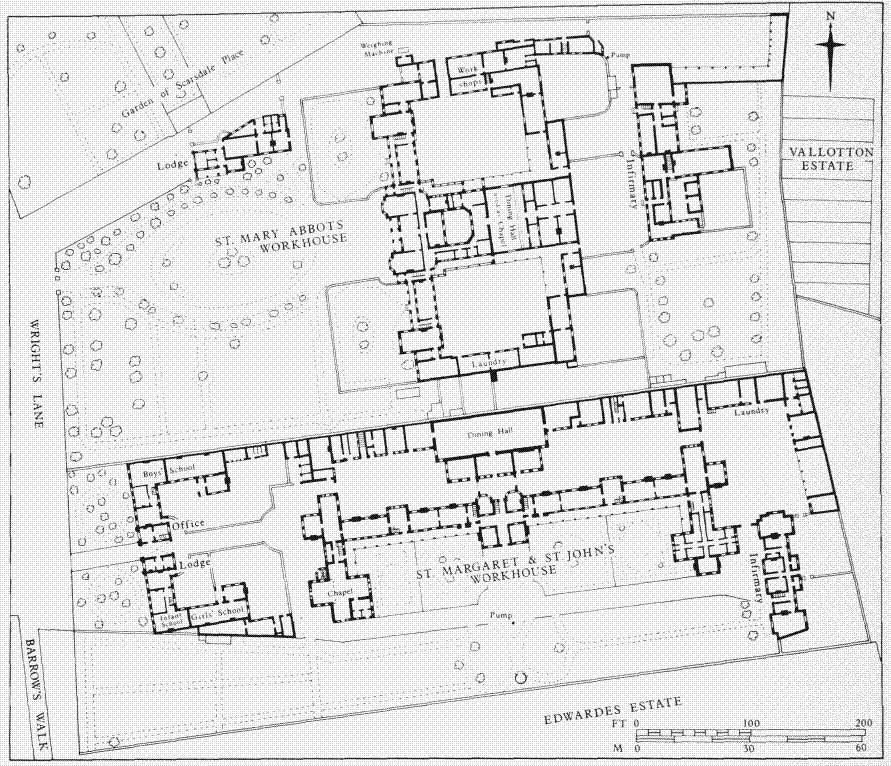
Disegno di Thomas Allom per la workhouse di St Mary Abbots a Kensington (Londra). È evidente la differenza col modello proposto da Sampson Kempthorne un decennio prima.

Una seconda e più grande ondata di costruzioni di workhouses ebbe inizio in Inghilterra verso la metà degli anni '60 dell'Ottocento come risultato delle pessime condizioni in cui gli ispettori trovarono le strutture esistenti, a Londra come in provincia. Di una workhouse posta a Southwark, Londra, un ispettore osservava che «la workhouse non rispetta nemmeno i minimi valori della scienza medica, né io sono in grado di suggerire tali cambiamenti da permetterli in quello stato». Dalla metà del XIX secolo vi fu una crescente spinta a realizzare nuove workhouses ma ad intendere le nuove strutture non più tanto come un deterrente per i poveri, ma come luogo di accoglienza. Circa 150 nuove workhouses vennero quindi costruite, in gran parte a Londra, nel Lancashire e nello Yorkshire tra il 1840 ed il 1875, con stili architettonici che andavano dall'italianeggiante all'elisabettiano per dare alle strutture un aspetto appunto meno intimidatorio. Una di queste strutture giunta quasi intatta sino a noi è quella di Ripon, progettata nello stile di una struttura medievaleggiante. Una delle innovazioni più importanti di queste nuove strutture fu la costruzione di lunghi corridoi per la circolazione dell'aria e che nel contempo separavano l'area degli uomini da quella delle donne.

La workhouse di Watling Street Road a Preston, costruita nel 1865–1868

Dal 1870 lo stile architettonico si evolvette con la costruzione di padiglioni centrali sul modello di quelli degli ospedali militari costruiti durante la guerra di Crimea per una migliore luce e ventilazione all'interno delle strutture. Aperta nel 1878, ad esempio, la workhouse della Manchester Union comprendeva sette padiglioni paralleli a tre raggi ciascuno, separati da corridoi di aerazione di 24 metri ciascuno; ciascuno aveva spazio per 31 letti, vi era una sala comune, una cucina e delle toilettes. Con l'inizio del XX secolo le nuove workhouses vennero spesso adattate con nuove tecnologie. Aperta nel 1903, ad esempio, la workhouse di Hunslet nel West Riding of Yorkshire disponeva di due caldaie a vapore per il riscaldamento e l'acqua calda nell'intera struttura, un generatore di elettricità per l'accensione delle 1130 lampade dell'istituto e dei sollevatori automatici per il padiglione d'infermeria.
Del resto però già dal 1841 si era posto un «insolvibile dilemma» che risiedeva proprio nella New Poor Law:
L'educazione dei bambini ospiti delle strutture poneva un dilemma simile: perché se l'educazione veniva fornita gratuitamente a coloro che si trovavano nelle workhouses, solo perché «meramente poveri", l'educazione libera ed obbligatoria in Inghilterra venne prevista solo nel 1918? Si creava così una condizione nella quale i meno indigenti nelle workhouses avevano più diritti e più possibilità dei "più ricchi" che si trovavano all'esterno.
Sul finire degli anni '40 dell'Ottocento, gran parte delle workhouses al di fuori di Londra accoglievano ormai solo «gli incapaci, gli anziani ed i malati». Sul finire del secolo solo il 20% di quanti venivano ammessi nelle workhouses era effettivamente un disoccupato, ma il 30% della popolazione nazionale sopra i 70 anni si trovava nelle workhouses. L'introduzione del sistema pensionistico nel 1908 ridusse notevolmente il numero di anziani presenti nelle workhouses.
La responsabilità dell'amministrazione delle workhouses passò alle Local Government Board nel 1871, e l'enfasi si spostò nelle workhouses da «ricettacolo di poveri senza speranza» ad un ruolo di assistenza e cura attive degli ammalati e dei vagabondi. Il Diseases Prevention Act del 1883 permise alle infermerie delle workhouses di offrire trattamenti anche ai bisognosi esterni alle strutture, e con l'inizio del XX secolo tali infermerie iniziarono ad operare effettivamente come ospedali privati.
Una commissione reale stabilita nel 1905, riportò come le workhouses fossero ormai inadatte per ospitare le varie categorie di indigenti che normalmente vi venivano accolte e raccomandava l'istituzione di specifiche strutture per ciascuna categoria, nelle quali gli ospiti potessero essere trattati adeguatamente da personale specializzato.
Il tema "deterrente" delle workhouses fungeva da correzione per gli «incorreggibili come ubriachi, pigri e vagabondi». Il 24 gennaio 1918 il Daily Telegraph riportò che la volontà del Ministero della Ricostruzione di raccomandare l'abolizione delle workhouses ed il trasferimento dei suoi compiti ad altre organizzazioni.
Il Local Government Act 1929 diede alle autorità locali il potere di sovrintendere alle infermerie delle workhouses e di utilizzarle come ospedali municipali, anche se al di fuori della città di Londra la pratica venne seguita solo sporadicamente.
Il sistema delle workhouses venne abolito nel Regno Unito il 1º aprile 1930, ma alcune di esse, rinominate Public Assistance Institutions, continuarono a rimanere in auge sotto il controllo di autorità locali. Allo scoppio della seconda guerra mondiale nel 1939 quasi 100000 persone trovarono posto nelle ex workhouses, 5629 delle quali erano bambini.
Il National Assistance Act del 1948 abolì le ultime vestigia delle Poor Law, e con esse le workhouses. Molte delle ex workhouses vennero convertite in case di riposo gestite dalle autorità locali; La workhouse di Camberwell (a Peckham, a sud di Londra), ad esempio, continuò la propria attività come ricovero per i senzatetto sino al 1985 per più di 1000 persone, gestita dal Department of Health and Social Security. La workhouse di Southwell, oggi un museo, venne utilizzata come residenza temporanea per madri e bambini senza casa sino ai primi anni '90 del Novecento.

## Visione moderna
(William Rathbone, 1850)
La Poor Law, è palese, non venne progettata per risolvere il problema della povertà, la quale era considerata come inevitabile nella società; piuttosto essa era rivolta a combattere il pauperismo, «l'incapacità di un individuo di autosostenersi». Nel 1806 Patrick Colquhoun commentava così:
Lo storico Simon Fowler ha fatto notare come le workhouses fossero «in gran parte progettate per persone abili al lavoro ma indolenti e scansafatiche ... Ad ogni modo questo gruppo poteva difficilmente esistere al di fuori dell'immaginazione di una generazione di economisti della politica». La vita nelle workhouses era dura e doveva essere tale per scoraggiare gli abili al lavoro dal rivolgervisi e da farvi convogliare solo chi davvero non aveva altri mezzi di sostentamento.
Il proposito del lavoro che si svolgeva nelle workhouses non venne mai chiarificato secondo lo storico M. A. Crowther. All'inizio della loro istituzione, le workhouses erano sia un luogo di punizione che una fonte di guadagno per chi le amministrava, ma nel corso del XIX secolo l'idea del lavoro come punizione iniziò a divenire sempre più desueta. L'idea che prese piede fu quella della riabilitazione dell'ospite così che potesse poi eventualmente rendersi indipendente e tornare così nel mondo legittimo del lavoro, altrimenti non avrebbe avuto motivo di volersi emancipare per trovare lavoro altrove.

## Nell'arte e nella letteratura

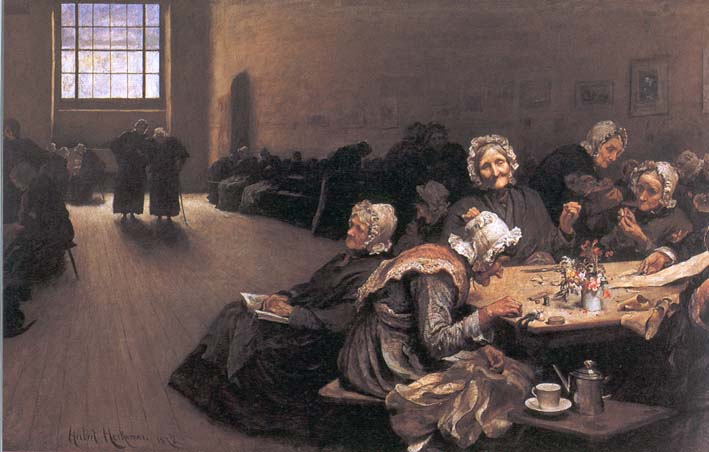
Sera: una scena nella [workhouse] Westminster Union, 1878, dipinto di sir Hubert von Herkomer

Le «drammatiche possibilità» che mettevano in campo furono di grande ispirazione per diversi artisti tra i quali spiccava ad esempio Charles West Cope che dipinse La richiesta del pane giornaliero (1841), che rappresenta una giovane vedova che implora del pane per lei e per i suoi quattro figli, dipinto realizzato in seguito alla visita dell'artista ad una riunione di tutori di una workhouse. La «quintessenza della storia delle workhouses» fu indubbiamente Oliver Twist (1838) di Charles Dickens, che contiene la ben nota richiesta di Oliver al gestore della mensa della workhouse dove si trovava: «Vi prego, signore, ne vorrei ancora». Un'altra opera letteraria che pose l'accento sulle workhouses fu il monologo drammatico In the Workhouse – Christmas Day (1877) di George Robert Sims, con la prima riga che recita «È Natale nella workhouse». Nel capitolo XXVII del suo romanzo Senza un soldo a Parigi e Londra (1933), George Orwell da un breve ma vivido resoconto della sua permanenza in una workhouse londinese dopo aver condotto un'esperienza da vagabondo per le strade di Londra.